# 혜지
혜지(1990년 7월 21일 ~ )는 대한민국의 여성모델이다.